# Hans-Peter Alvermann
Hans-Peter Alvermann (* 25. Juni 1931 in Düsseldorf; † 13. Juni 2006 in Breidenbach) war ein deutscher Künstler und Vertreter des kritischen Realismus.

## Biographie
Alvermann wurde am 25. Juni 1931 in Düsseldorf geboren. Als Künstler war er vor allem in seiner Heimatstadt Düsseldorf tätig. Alvermann schuf Assemblagen aus heterogenen Gegenständen seiner Umwelt, welche sich mit denen von Künstlern des Nouveau Realisme vergleichen lassen. Die verwendeten Objekte sah er dabei als Vorstufe einer von ihm angestrebten politischen und gesellschaftlich engagierten kritischen Kunst. Dazu zählt auch sein Werk Illustration zu einem Song von Wolf Biermann, welches er 1966 schuf. Hans-Peter Alvermann starb am 13. Juni 2006 im Alter von 74 Jahren in Kleingladenbach bei Breidenbach.
Sein jüngerer Bruder Dirk Alvermann war als Fotograf, Filmemacher und Schriftsteller tätig.